# Saint-Pierre-en-Port
Saint-Pierre-en-Port ist eine französische Gemeinde mit 833 Einwohnern (Stand: 1. Januar 2022) im Département Seine-Maritime in der Region Normandie (vor 2016 Haute-Normandie). Sie gehört zum Arrondissement Le Havre und zum Kanton Fécamp (bis 2015 Valmont).

## Geographie
Saint-Pierre-en-Port liegt etwa 45 Kilometer nordöstlich von Le Havre an der Küste des Ärmelkanals. Umgeben wird Saint-Pierre-en-Port von den Nachbargemeinden Sassetot-le-Mauconduit im Osten, Ancretteville-sur-Mer im Süden, Écretteville-sur-Mer im Südwesten sowie Életot im Westen und Südwesten.

## Bevölkerungsentwicklung
| Jahr                      | 1962 | 1968 | 1975 | 1982 | 1990 | 1999 | 2006 | 2013 |
| Einwohner                 | 995  | 922  | 856  | 853  | 832  | 802  | 838  | 867  |
| Quelle: Cassini und INSEE |      |      |      |      |      |      |      |      |

## Sehenswürdigkeiten
- Kirche Saint-Pierre aus dem 19. Jahrhundert
- Steinkreuz